# Javier Díaz Neira
Javier Díaz Neira (Paderne, 16 d'octubre de 1978) és un exfutbolista gallec, que ocupava la posició de defensa.

## Trajectòria
Sorgeix de les categories inferiors de l'Athletic Club. La temporada 96/97 puja a l'equip B, i eixa mateixa campanya, debuta amb el primer conjunt en un encontre de Copa del Rei, davant el Zalla UC.
No té continuïtat a l'equip de San Mamés, i al mercat d'hivern de la temporada 97/98 marxa a la SD Lemona. La campanya següent fitxa per l'Aurrerá de Vitoria, on roman dues campanyes. Entre 2001 i 2004 milita a la UB Conquense, amb qui suma 88 partits a la Segona Divisió B.
A partir de la temporada 04/05, la seua carrera prossegueix per equips de Tercera Divisió, especialment del grup de Castella-La Manxa: Talavera CF (04/05), Norma San Leonardo (2005), CD Quintanar de la Orden (2006), Gimnástico de Alcázar (06/07) i Villarrobledo (07/...).